# Vidole capensis
Espèce
Synonymes
- Auximus capensis Pocock, 1900
- Amaurobius promontorii Simon, 1906
- Haemilla profundissima Lawrence, 1964

Vidole capensis est une espèce d'araignées aranéomorphes de la famille des Phyxelididae.

## Distribution
Cette espèce est endémique d'Afrique du Sud.

## Description
Le mâle décrit par Griswold en 1990 mesure 7,63 mm et la femelle 11,13 mm, les mâles mesurent de 7,63 à 9,00 mm et les femelles de 10,00 à 14,25 mm.

## Étymologie
Son nom d'espèce, composé de cap et du suffixe latin -ensis, « qui vit dans, qui habite », lui a été donné en référence au lieu de sa découverte, la colonie du Cap.

## Publication originale
- Pocock, 1900 :  Some new Arachnida from Cape Colony. Annals and Magazine of Natural History, sér. 7, vol. 6, p. 316-333 (texte intégral).